# Dorfkirche Lühsdorf

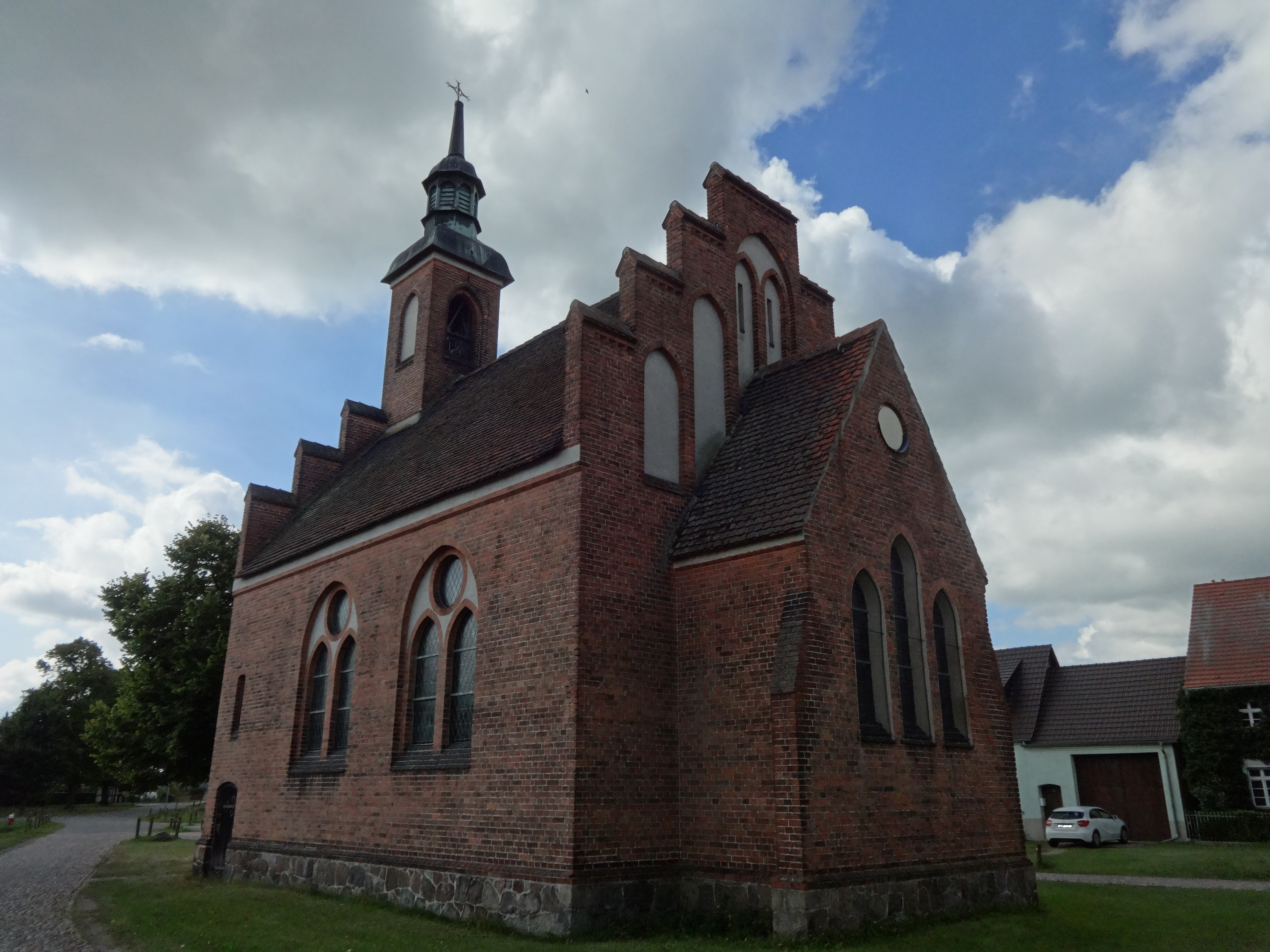
Dorfkirche Lühsdorf

Die evangelische Dorfkirche Lühsdorf ist eine neogotische Saalkirche aus dem Jahr 1901 in Lühsdorf, einem Ortsteil der Stadt Treuenbrietzen im Landkreis Potsdam-Mittelmark  im Land Brandenburg. Sie gehört zum Pfarrbereich Wittbrietzen im Kirchenkreis Mittelmark-Brandenburg der Evangelischen Kirche Berlin-Brandenburg-schlesische Oberlausitz.

## Lage
Das Bauwerk steht im südlichen Bereich des historischen Dorfangers auf einer Fläche, die nicht eingefriedet ist.

## Geschichte
Der Sakralbau entstand im Jahr 1901 und wurde Ende des 20. Jahrhunderts restauriert. Im Jahr 2019 erhielt die Kirchengemeinde einen Zuschuss des Förderkreises Alte Kirchen Berlin-Brandenburg, mit dem eine seit längerer Zeit geplante Sanierung des Turm- und Kirchendachs angestoßen werden konnte. Bei den Arbeiten stellte sich heraus, dass durch eine falsch berechnete Statik die Last des Daches seit der Errichtung auf den Außenmauern drückt. Hierdurch kam es zu Schäden am Mauerwerk sowie an einer innenliegenden Wandmalerei. Bis 2022 wurde die Außenhülle des Bauwerks für rund 227.000 Euro saniert. Geplant ist, die mittlerweile stark beeinträchtigte Wandmalerei zu restaurieren.

## Baubeschreibung

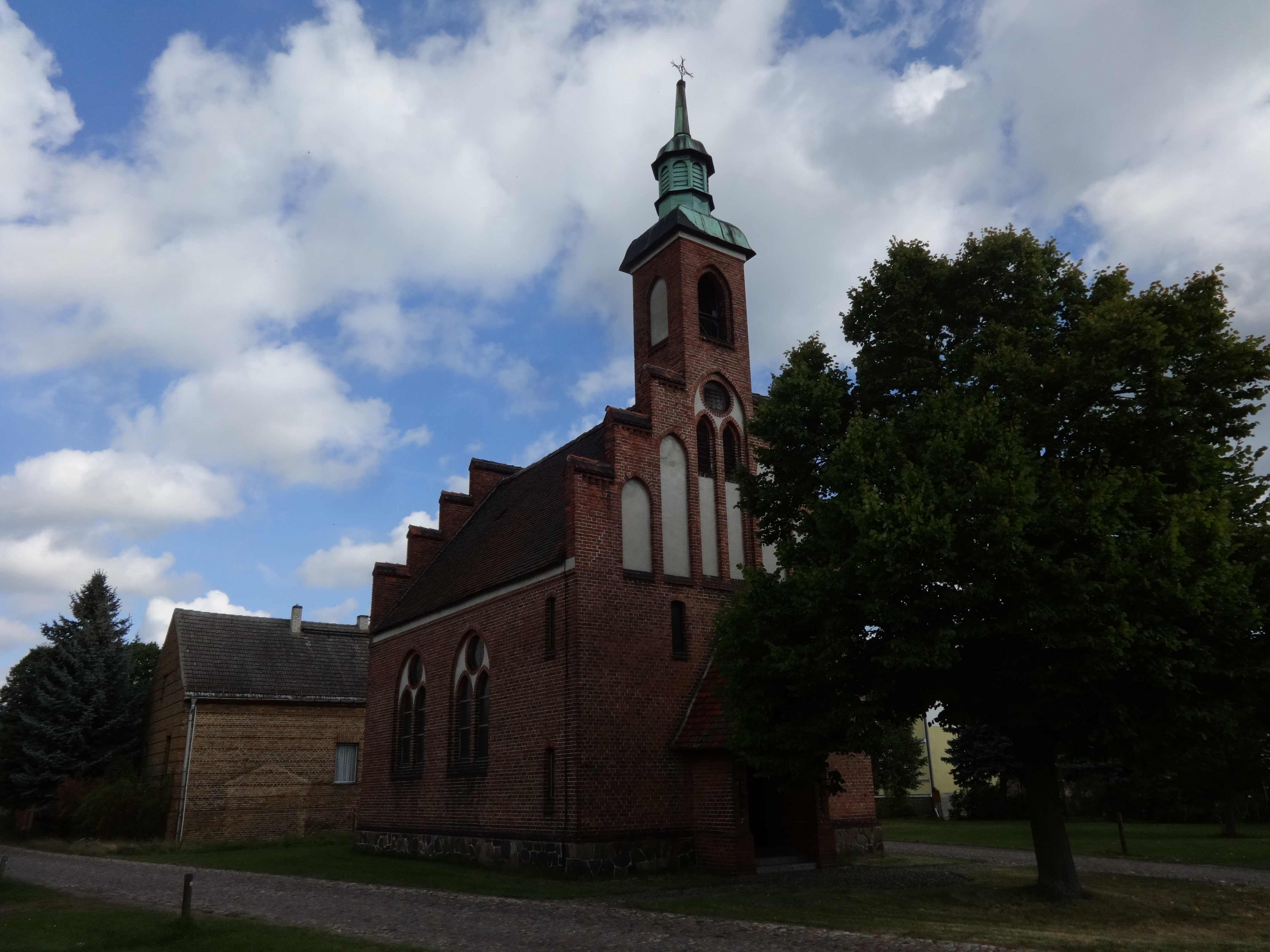
Ansicht von Nordwesten

Das Bauwerk wurde im Wesentlichen aus rötlichem Mauerstein auf einem schmalen Sockel aus unbehauenen und nicht lagig geschichteten Feldsteinen errichtet. Der Chor ist gerade und stark eingezogen. An der östlichen Chorwand ist ein Lanzett-Drillingsfenster mit überhöhtem Spitzbogen, deren gefaste Gewände verputzt sind. Darüber ist im Giebel eine kreisförmige Blende. Die Ostwand ist mit schmalen Strebepfeilern stabilisiert.
Daran schließt sich das Kirchenschiff mit einem rechteckigen Grundriss an. Die östliche Schiffswand ist geschlossen. Der mit Fialen geschmückte Giebel ist mit fünf gestaffelten Blenden verziert, von denen in der mittleren Blende zwei gekuppelte, spitzbogenförmig gesetzte Mauersteine eingearbeitet wurden. Innerhalb der Blende sind diese mit je einer hochrechteckigen, schlitzförmigen Öffnung versehen. Die Nord- und Südwand des Kirchenschiffs wird von zwei gemauerten Rundbogenöffnungen dominiert. In sie sind jeweils zwei gekuppelte Spitzbogenfenster mit einem darüberliegenden Kreisfenster eingearbeitet. Chor und Kirchenschiff tragen je ein schlichtes Satteldach.
Der Westturm nimmt die volle Breite des Kirchenschiffs auf. An der Südseite ist eine kleine, gedrückt-segmentbogenförmige Pforte, darüber ein schmales, hochrechteckiges Fenster; an der Südwand derer zwei. Das Bauwerk kann durch eine große, hölzerne Pforte von Westen her betreten werden. Sie wird von einer offenen Vorhalle mit einem Satteldach geschützt. Im Giebel der Vorhalle wird die Grußformel „Friede sei mit euch“ zitiert. Seitlich sind in Höhe des Dachfirsts der Vorhalle an der westlichen Wand zwei weitere, schmale Fenster. Darüber erstreckt sich der aufwändig gestaltete Giebel, der wiederum aus fünf aufsteigenden Blenden besteht. Die mittlere ist erneut mit zwei gekuppelten, spitzbogenförmigen Mauersteinen verziert, in die je eine Klangarkade eingearbeitet wurde, darüber eine kreisförmige Öffnung. Daran schließt sich die quadratische und stark eingezogene Turmhaube an. Sie ist an der West- und Ostseite geöffnet und an den beiden anderen Seiten als Blende ausgeführt. Es folgen ein kleines Pyramidendach mit offenem Aufsatz sowie ein Kreuz.

## Ausstattung
Die Ausstattung wird im Dehio-Handbuch als „schlicht“ und aus der Bauzeit beschrieben. An der Ostwand sind drei figürliche Glasfenster. Zur weiteren Kirchenausstattung zählen ein barockes Kruzifix sowie ein Kreuz aus dem Jahr 1818.